# Galeb (računalo)
Galeb je ime 8-bitnog kućnog računala kojeg je proizvodila hrvatska tvrtka PEL Varaždin.

## Povijest
Tvorac računala Galeb bio je Miroslav Kocijan. Arhitektura Galeba nadahunta je računalima Compukit UK 101, Ohio Scientific Superboard i Ohio Scientific Superboard II koja su se pojavila u Ujedinjenom Kraljevstvu i u SAD-u 1979. i koja su bila jeftinija nego Apple II, Commodore PET ili TRS-80. Zato je Miroslav Kocijan izabrao radni naziv ovog modela YU101 kao pandan britanskom UK101. Galeb kao i UK 101 i Ohio Scientific Superboard imaju slične građevne jedinice i svojstva: mikroprocesor MOS 6502, ugrađeni BASIC i zaslon, osnovna memorija od 9 KB (proširiva do 64 KB) dok u UK 101 i Superboard ova memorija bila je 4 KB ili 8 KB, RS-232 međuspojnik, crno-bijelu grafiku, rubni spojnik za proširenje. Memorijske mape UK101 i Galeba bile slične, no neka rješenja na Galebu otišla su korak dalje dodavanjem rubnog spojnika za proširenje te izlaz za pisač što UK 101 niti Superboard nisu posjedovali, bez posebnog dodatka. Cijeli rad, od dizajna, konstrukcije tiskane pločice i izrade softvera trajala je šest mjeseci. Veliku pomoć u izradi ovog računala dobivena je od tadašnjeg direktora PEL-a Rajka Ivanušića, prof. Vladimira Špiraneca, Ante Lauca, (u referenci pogrešno je navedeno prezime Leovac, a treba biti Lauc kako stoji u razgovoru s tvorcem računala Miroslavom Kocijanom)
Galeb bio prvo izložen na sajmu Interbiro – Intergrafika u Zagrebu 1981., dok serijska proizvodnja Galeba je započela krajem ljeta 1984. Galeb je bio proizveden u samo 250 primjeraka jer pojavom novog, tehnički usavršenijeg i jeftinijeg modela YU102 ili Orao on je bio zastarjeo. S kasnim uvođenjem Galeba u serijsku proizvodnju znatno je onemogućio razvijanje hrvatske računarske industrije, jer u računalskoj industriji brzina izlaska na tržište je osnova opstanka. Da je Galeb bio široko dostupan 1981., sigurno bi potpomoglo da računala nađu svoje mjesto brže u mnogim osnovnim i srednjim školama.

## Tehnički podaci
- Mikroprocesor: MOS 6502
- ROM: 16 KB (ugrađeni monitor i BASIC)
- RAM: 9 KB (proširivo do 64 KB)
- Tipkovnica: QWERTZ 59 tipki
- Ulazno Izlazne jedinice: TV izlaz (modulator), kompozitni, međuspoj za kasetofon (DIN-5), RS-232 (D-25), rubni spojnik za proširenje, tipka za RESET
- Zvuk: 1 kanal, 5 oktava
- Grafika: monokromna, 48 x 96 točaka
- Tekst: 16 x 48 znakova
- Cijena: 90.000 dinara (1984.)

## Vanjske poveznice
- Galeb u Old Computers muzeju  Arhivirana inačica izvorne stranice od 22. listopada 2005. (Wayback Machine)
- Galeb na starine.rkovac.com  Arhivirana inačica izvorne stranice od 30. rujna 2007. (Wayback Machine)
- Emulator  Arhivirana inačica izvorne stranice od 26. siječnja 2012. (Wayback Machine)